# Paul Gordeaux
Paul Gordeaux, né Philippe Georges Emmanuel Gordolon le 4 avril 1891 à Nice (Alpes-Maritimes) et mort le 4 mars 1974 dans cette même ville, est un journaliste, historien, critique dramatique, critique de télévision, homme de lettres et humoriste français. Académicien de l'humour, il est aussi auteur de revues, d’opérettes, de comédies, créateur des bandes dessinées verticales pour France-Soir, L'Histoire du demi-siècle, Histoire de l'automobile  Le crime ne paie pas et Les Amours célèbres, la bande dessinée verticale C'est arrivé un dimanche pour le Journal du dimanche[réf. nécessaire]. Il est l'auteur du mot « bla bla bla » (également « blabla » ou « blablabla »).

## Biographie

### Famille
Paul Gordeaux est issu de la famille niçoise les Gordolon de la Gordolasque qui défendaient l’entrée du comté de Nice et faisaient payer les marchands débarqués au port de Nice pour passer côté français, « passa pagat ». L'un de ses ancêtres, Jean-Baptiste Gordolon, avait gagné 10 sols en 1653 pour avoir réparé la statue de Catherine Ségurane.
Paul Gordeaux est né Philippe Georges Emmanuel Gordolon à Nice, au no 20 de la rue d’Angleterre. Son père, François-Félix Gordolon (1852-1901), architecte et industriel, a dessiné et réalisé avec son ami Gustave Eiffel l'imposante couronne en fer forgé qui surmonte l'aile gauche de l'hôtel Excelsior Régina Palace, ainsi que toutes les ferronneries, balcons et vérandas de la résidence niçoise de la Reine Victoria à Cimiez. Il a par ailleurs fondé un hebdomadaire illustré, Nice artistique et littéraire, dont le premier numéro sorti en octobre 1879 paraissait le samedi à Nice, Cannes, Monaco, Menton et San Remo. Le journal, d'une très belle présentation ornée en son centre d'une belle photographie, édité par L'Imprimerie niçoise, était vendu au prix de 50 centimes le numéro et 15 francs l'abonnement pour une saison. Il était envoyé gratuitement à chaque étranger, à son arrivée à Nice.
Après des études classiques au lycée de Nice, à peine sorti de « philo », le jeune Philippe devenu Paul Gordeaux entre, en octobre 1908, à 17 ans à peine au Phare du littoral, quotidien niçois et à l'Éclaireur de Nice, où il cumule tous les emplois tout en commençant à écrire des revues. En juillet 1909, il fait jouer au Politéama une revue locale, intitulée [Nice en flanelle, qui est un véritable triomphe. Il fait jouer, en collaboration avec un autre auteur niçois, Altéry, une demi-douzaine de revues, notamment la série des Revues de variétés au théâtre du même nom, dans lesquelles il a pour interprètes d’inoubliables acteurs niçois : Grinda, Birardy, Marie Legay, Jane Moncey, Salvator Dandret et le comique marseillais Valentin Sardou, père de Fernand Sardou et grand-père de Michel Sardou. Altéry et Gordeaux sont aussi les auteurs d’une opérette en trois actes, Ni veuve ni joyeuse, qui connait près de 1 000 représentations en France et à l’étranger.
En octobre 1909 il rejoint  le Petit Niçois, le quotidien du matin, dirigé depuis peu — après Dominique Durandy et Jules Letainturier, gendres du fondateur Alfred Borriglione — par le jeune député et gros promoteur immobilier Alfred Donadei. Dans une rédaction pleine de gens de talent (Victor Emanuel, Édouard Cristini, Honoré Tourniaire, Henri Giraud, Auguste Verquière, Pierre Borel, Pierre Goux, D. J. Mari, Pierre Rocher, Louis Ravel, Victor Sayac) Gordeaux tient brillamment sa place de chef de nombreuses rubriques dont la page des spectacles.
Après la Première Guerre mondiale, à laquelle il a participé en tant que hussard puis comme artilleur de montagne, reformé pour endocardite, s'inspirant de son ainé américain Jack London, il devient le premier correspondant de guerre français. En janvier 1919, monté à la capitale, il est engagé par l'Écho de Paris, l'un des cinq grands quotidiens parisiens, dirigé par Henry et Paul Simond. Il s'y retrouve en compagnie de collaborateurs réguliers fort notoires, tels que Maurice Barrès, Albert de Mun, Paul Bourget, le général de Castelnau, Franc-Nohain, Gérard Bauër, Henri de Kérillis, Adolphe Boschot, André Beaunier, André Géraud dit Pertinax, Marcel Hutin, Jean Sennep, Raymond Cartier et de très jeunes gens qui vont plus tard connaître la renommée : Jean Nohain, Jean-Jacques Gautier, Louis-Gabriel Robinet. Gordeaux devient bientôt directeur de la rubrique des spectacles et c’est en cette qualité qu’il passe à l'Époque quand ce quotidien se substitue à l'Écho de Paris. Dans le même temps, Gordeaux dirige la page des spectacles du Soir, quotidien belge fondé par les directeurs de théâtres de Paris.
Critique influent, chef de la rubrique des spectacles à l'Écho de Paris et de la page des spectacles du Soir, il met le pied à l’étrier à Pierre Lazareff, comme le raconte Yves Courrière :

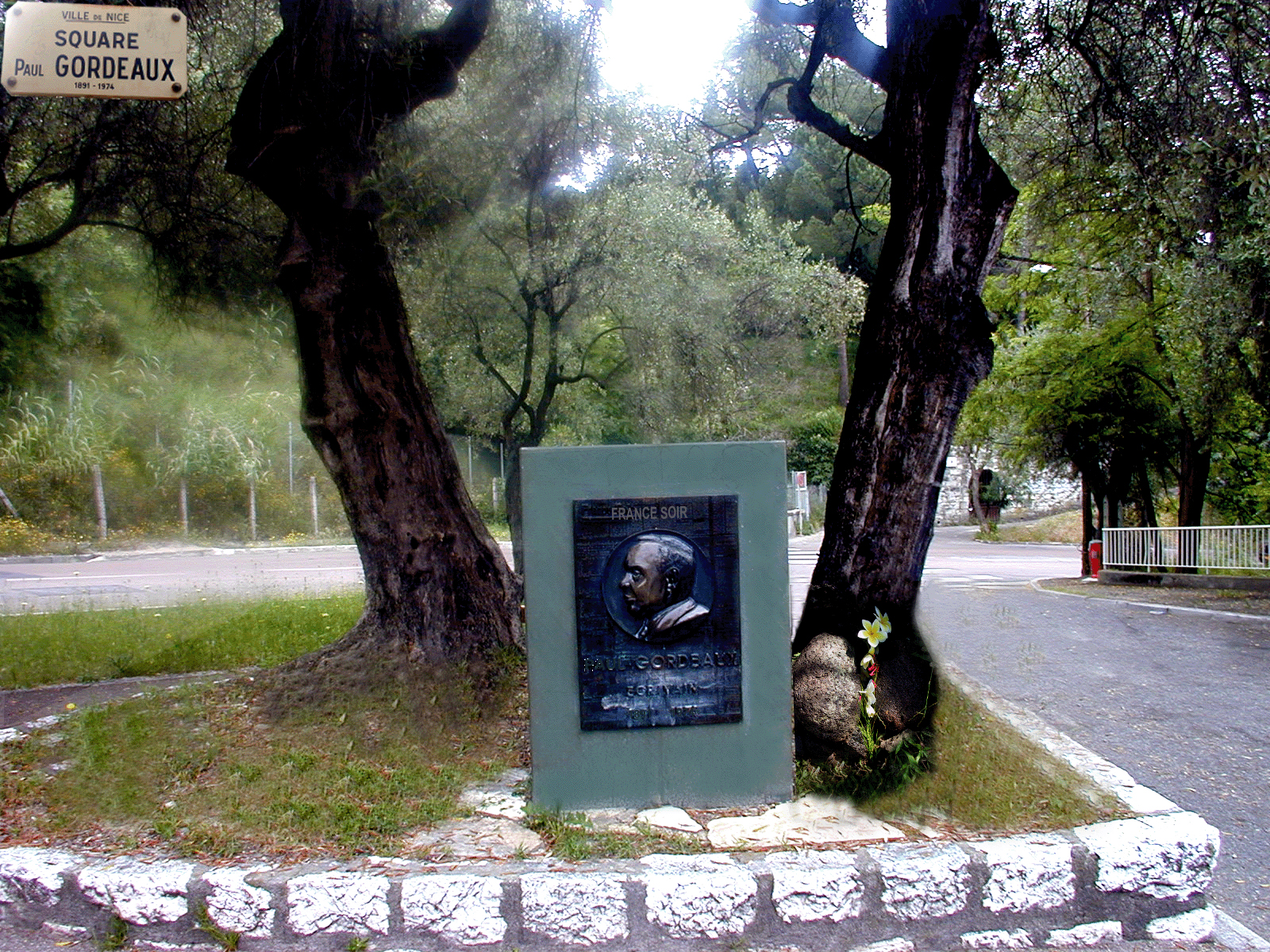
Square Paul-Gordeaux à Nice.

« Ce fut pour moi une illumination ! se rappellera Paul Gordeaux. Pierre Lazareff ! Mais oui ! Ce lutin inspiré est le partenaire hors série qu'il me faut. Il est très jeune, très actif, il a un sens inné de l'actualité. Mais où le trouver sans délai ? Quelqu'un me dit : « Il habite rue de Maubeuge chez son père, un lapidaire connu, et qui a le téléphone ». Je me vois et je m'entends encore à l'appareil :

- Pierre Lazareff ?

- Oui.

- Vous plairait-il d'entrer dans un journal de théâtre ?

- C'est le rêve de ma vie !

- Alors, venez tout de suite au Soir, rue Jean-Jacques-Rousseau. »
La véritable carrière journalistique de Pierre Lazareff commence réellement en ce jour de 1925 où il devient adjoint au chef de la page théâtrale du Soir. Paul Gordeaux qui le reçoit lui recommande : « D'abord, dans vos articles pas de bla-bla-bla ». C'est ainsi que débute avec Paul Gordeaux une collaboration qui dure près d'un demi-siècle.
Lorsqu'en 1930 Jean Prouvost reprend Paris-Soir, fondé par Eugène Merle et veut en faire le quotidien au plus fort tirage, Paul Gordeaux y entre et collabore activement aux divers organes du groupe Prouvost : Paris-Midi, Paris-Soir, Paris-Soir dimanche, Marie Claire. En 1924, il fonde avec Philippe Tiranty « lou Mesclun », l'association des Niçois de Paris. Paul Gordeaux, toujours prêt à rendre service à ses compatriotes en difficulté dans la capitale, est surnommé le consul de Nice à Paris ; il fait « monter »  de nombreux Niçois à Paris. Parmi ceux-ci se trouve notamment Hervé Mille, à qui il confie sa place de rédacteur en chef de Paris Match pour rejoindre lui-même Pierre Lazareff à France-Soir. Il y est entouré de journalistes comme Paul Bringuier, Philippe Boegner, Hélène Lazareff (créatrice du magazine Elle), Max Corre, Gaston Bénac, Claude Blanchard, ainsi que des journalistes niçois : Jean Maréze, frère de Francis Carco, Alfred-Gaston Leroux, le fils du romancier et Pierre Galante.
Quand en 1939 éclate la guerre, Gordeaux est détaché à Londres comme envoyé spécial permanent des journaux du groupe Prouvost. Il rencontre son confrère Winston Churchill qui allait devenir Premier Ministre. Nommé chef des traductions des journaux étrangers pour sa parfaite connaissance de la langue anglaise apprise à l'âge de 10 ans grâce à la reine Victoria, il participe au pied levé à « Les Français parlent aux Français » de Radio Londres, où plus tard Pierre Dac parodie des chansons à la mode (Les gars de la Marine devenant « Les gars de la Vermine », Ça fait d'excellents Français, Horst-Wessel-Lied) pour brocarder le gouvernement de Vichy, les collaborationnistes  et le régime nazi. Jean Oberlé lance alors la formule : « Radio-Paris ment, Radio Paris ment, Radio Paris est allemand » sur l'air de la cucaracha.
Rapatrié, avec ses confrères de Paris-Soir, ne voulant ni se saborder ni collaborer, replié en zone libre à Lyon ils recréent un nouveaux Paris Soir. Membre actif du Groupe Lenoir, réseau de résistance niçois, auteur du titre du magazine Sept jours, il participe à la création de l'hebdomadaire qui allait devenir plus tard Télé 7 jours. Ensuite, replié lui-même à Nice, à la Libération, en août 1944, il est rédacteur à  Combat (futur Nice-Matin). Le 10 septembre, Paul Gordeaux, futur rédacteur en chef de l'Intransigeant, publie dans Combat un article intitulé Au tour de Nice de revendiquer : Tende et La Brigue doivent redevenir françaises. Rédacteur en chef de l'Ergot, hebdo du groupe de résistance Lenoir, il écrit de nombreux articles pour faire restituer à la France les villages de Tende et La Brigue qui faisaient partie de la cite féodale des Gordolon de la Gordolasque avant l'annexion du comté de Nice à la France. Ces deux communes étaient restées italiennes malgré le rattachement de Nice à la France en 1860. À la suite de ces nombreuses campagnes de presse et à la mobilisation de la population, elles sont finalement rattachées à la France en 1947. Gordeaux donne également des articles au journal l'Opinion à Nice.
En 1938, il est nommé par Jean Prouvost rédacteur en chef de L'Intransigeant qui avait pour supplément sportif Match l'intran. Il propose d'en faire un Life français : Match était né, un hebdomadaire d'actualités ou la photo domine, le Match de la Guerre qui s'arrêtera en juin 1940 pour devenir Paris Match en 1947. Gordeaux, comme premier rédacteur en chef, publie à la une, une interview exclusive de Churchill puis, quand Pierre Lazareff qui avait été son précieux second au Soir lui demande de participer sous sa dynamique direction, au lancement de  défense de la France qui deviens France-Soir, sous la direction de Pierre Lazareff financé par Hachette, il cède sa place à Hervé Mille.
Après en avoir été le secrétaire général, il devient Directeur littéraire de France-Soir. En 1950, il est le créateur des fameuses bandes dessinées verticales de ce quotidien. Il commence par écrire l'histoire du demi-siècle, suivie de Le crime ne paie pas et de Les Amours célèbres dont les dessins en noir et blanc sont exécutés selon les époques par Jean Ache, Jean Bellus, Albert Uderzo, Henry Blanc, Jean Lenoir, Louis Moles, Jean Effel, Jacques Pecnard, Sennep, Jacques Grange, Jean Randier, Charles Popineau, Jean Reschofsky, Jean-Albert Carlotti, Étienne Lage, Louis Berings, Roger Chancel, William Marshall, Andréas Rosenberg, Fabien Fabiano, Robert Gring et bien d'autres artistes et dessinateurs de grand talent.
Critique dramatique du journal, dans ce domaine aussi, il innove en faisant suivre le nom de la pièce en gros caractères d'un sous-titre humoristique qui résume son opinion. C'est ainsi qu'un jour, alors qu'il devait rendre compte d'une pièce assez fraîchement accueillie et dans laquelle, paraît-il la direction de son journal avait des intérêts. À l'entracte, on lui demanda : « comment allez-vous vous en tirer pour préserver à la fois votre indépendance bien connue et le désir de ne pas mécontenter votre directeur ? ». Il apporta sa réponse dans le sous-titre de sa critique du lendemain : « Il est prudent de louer ».
Comme critique dramatique, Paul Gordeaux a eu l'occasion d'être ami (ou d'être fâché) avec tout ce qui comptait au théâtre et au music-hall : Henri Bernstein, Sacha Guitry, Harry Baur, Maurice Chevalier, Raimu, Dranem, Jules Berry, Louis Jouvet Max Dearly, Pierre Blanchar, Milton[Lequel ?], Régina Camier, Charles Boyer, Saint-Granier, Albert Willemetz, Léon Volterra, Henri Varna, Mistinguett, La môme Moineau, Édith Piaf, Arletty, Spinelly, Yvonne Printemps, Pierre Fresnay, Vincent Scotto, Henri Christiné, Marc-Cab, André Puget, Jacques Richepin, André Antoine (homme de théâtre), Maud Loty, Harry Pilier, Fernand Gravey, Noël-Noël, Jane Renouardt, André Luguet, Elvire Popesco, Cécile Sorel, Edwige Feuillère, Albert Préjean, Marcel Achard, Louis Jouvet, Pierre Brasseur, Claude Dauphin, Roger Pierre, Jean-Marc Thibault, Francis Blanche, Pierre Dac, Roger Féral, Charles Méré, Paul Nivoix, André Daven, Jacqueline Delubac, Marcel Pagnol, Jacques Prévert et les artistes niçois vedettes parisiennes : Lily Pons, Rouard, Ponzio, Marie Bell, Jacques Toja.
Paul Gordeaux a publié sous divers pseudonymes — Philippe d'Olon, Georges Emmanuel, Le chef de bandes, Prosper, Arlequin — dans une foule de publications. Il tient des rubriques à L'Intransigeant (dont il est rédacteur en chef avec Jean Éparvier), à Comœdia, au Nouveau Candide, au Rire, à la Petite Gironde, à Record, à Jours de France et il est le premier rédacteur en chef de Paris Match
Il a aussi réalisé diverses adaptations dont Signé Furax de Pierre Dac et Francis Blanche.

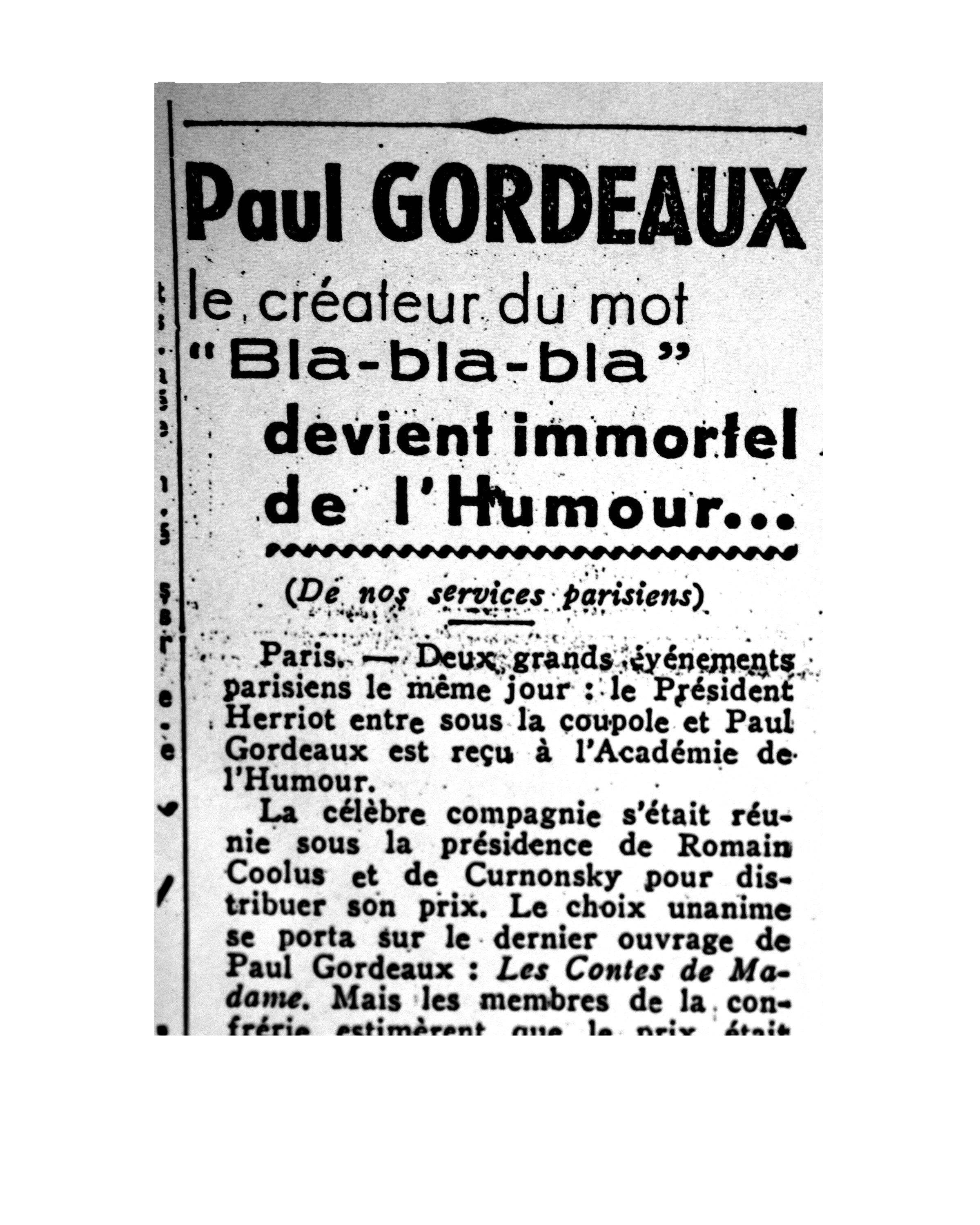
Immortel de l'humour.

### Parcours et distinctions
Officier de la Légion d'honneur, membre du groupe résistant Lenoir, médaille d'argent de la ville de Paris, président de l’Académie de l'humour avec Marcel Achard de l'Académie française, membre de l'Académie Rabelais, membre des anciens de chez Maxim's, membre du dîner Gœthe, cofondateur en 1924 avec Philippe Tiranty du « lou Mesclun », l'association des Niçois de Paris (Paul Gordeaux, toujours prêt à rendre service à ses compatriotes en difficulté dans la capitale, était surnommé « le consul de Nice à Paris »), membre fondateur du prix du Quai des Orfèvres, membre fondateur du prix Louis-Delluc, membre de la Société des gens de lettres, membre de la Société des auteurs et compositeurs dramatiques, membre fondateur et rédacteur en chef de Combat (qui allait devenir Nice-Matin, créateur de l'Ergot) journal de la résistance, sa campagne de presse à la Libération participa à la restitution à la France de Tende et la Brigue injustement annexées par l'Italie, rédacteur en chef de L'Intransigeant, membre fondateur de France-Soir auteur du titre, quand Jean Prouvost son patron lui proposa de s'occuper de Match, le supplément sportif de L'Intransigeant, il sort, comme à son habitude, un titre : Le Match de la vie ! Trop long, pas de blablabla, le  Match de la guerre était né suivi après guerre par  Paris Match . Envoyé spécial à Londres avant guerre, il réalise un entretien avec son ami Sir Winston Churchill pour son Paris Match numéro un, paru le 25 mars 1949. Pour Défense de la France, il avait pris le Paris Soir ; il restait le Soir de Paris-Soir : France-Soir était né. C'est aussi Paul Gordeaux, ami de Michel Bavastro, qui transforme son Combat en Nice Matin …

## Publications

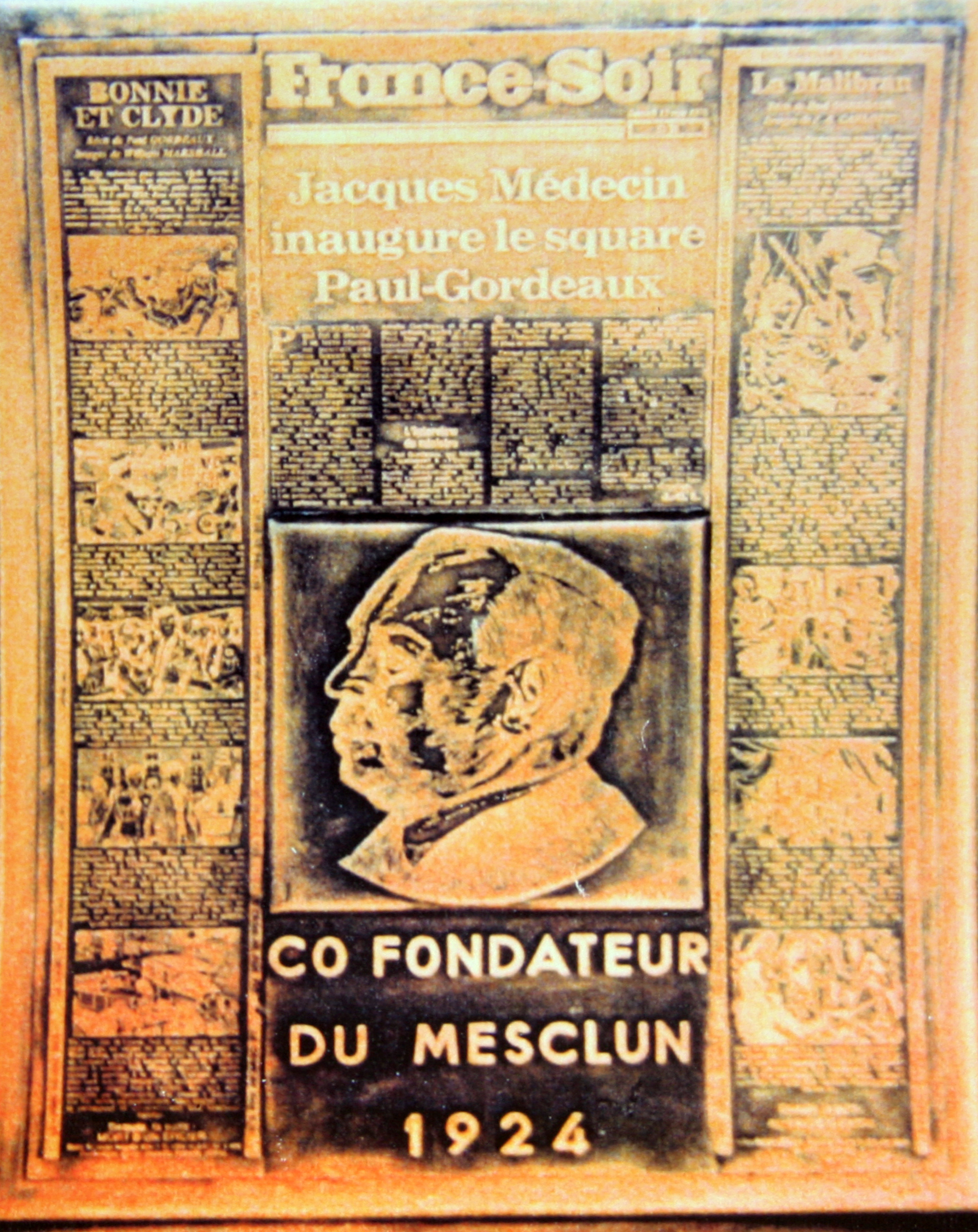
Stèle de Paul Gordeaux encadré du Crime ne paie pas et des Amours célèbres, cofondateur de Lou Mesclun en 1924, œuvre de Michel Jarry, sculpteur niçois.

Paul Gordeaux a été longtemps l'auteur le plus lu de France et le plus édité au monde grâce à la parution quotidienne de ses bandes dessinées verticales Le crime ne paie pas et Les Amours célèbres dans France-Soir, dont le tirage a atteint 1 115 700 exemplaires en 1961. Il est aussi l'auteur de nombreux livres, opérettes et pièces de théâtre :
- Le crime ne paie pas, recueil des bandes dessinées parues dans France-Soir ;
- Les Amours Célèbres, recueil des bandes dessinées parues dans France-Soir ;
- Prisonnier de mon cœur, pièce en trois actes, coécrite avec Marcel Espiau, qui fut jouée au Théâtre des Mathurins avant de devenir un film en 1931 réalisé par Jean Tarride avec Marie Glory, Roland Toutain, André Berley, Andrée Lorraine, Pierre Larquey ;
- Nice en flanelle, revue (Nice - 1909) ;
- "Ho niçois qui mal y pense " (revue 1909 )
- Ma Femme !, opérette en trois actes en collaboration avec Paul Briquet (La Potinière - 1912) ;
- Ni Veuve ni Joyeuse, opérette en trois actes en collaboration avec Altéry (Marseille - 1912) ;
- La Danseuse Inconnue (Nice - 1920) ;
- La Marraine de Chicago ;
- Le Dentiste ;
- Souris d'Hôtel ;
- Potasson ;
- L'École des Chansonniers (en collaboration avec Jean Bastia) ;
- Paris la nuit (en collaboration avec Jean Bastia) ;
- Les Assassins de Montchat, drame, en collaboration avec Frédéric Dard ; dirigé par Michel de Ré ;

Quelques-unes des bandes dessinées publiées par France-Soir ;
- L'affaire Cadiou, images de Jean-Albert Carlotti ;
- Bonny and Clyde images de William Marchall
- Mata Hari, images de Louis Moles ;
- Mademoiselle Docteur, images de Louis Moles ;
- Néron, images de Charles Popineau ;
- La Vraie Dame aux camélias, images de Jacques Pecnard ;
- La Vraie Madame Butterfly, images de Jacques Pecnard ;
- Le Vampire de Düsseldorf, images de Jean-Albert Carlotti ;
- Le Vampire de Mulhouse, images de Roger Chancel ;
- Lady Hamilton, images de Étienne Lage ;
- Ninon de Lenclos, images de Jacques Grange ;
- Madame Ching, femme-pirate, images de Louis Moles ;
- Henry VIII et les femmes, images de Louis Moles ;
- Casque d'or, images de Jacques Pecnard ;
- Jeanne Weber, images de Roger Chancel ;
- Jeanne Lorette, images de Mant ;
- Juliette et Roméo, images de Jean Reschofsky ;
- Francesca de Rimini, images de Jacques Grange ;
- La Belle Impéria, images de Jean-Albert Carlotti ;
- Cléopâtre, images de Jacques Pecnard ;
- Le Rapt du bébé Lindbergh, images de William Marshall ;
- Le Masque de fer, images de Jacques Grange ;
- Kœnigsmarck, images de E. de la Gorce ;
- La Païva, images de Louis Moles ;
- Docteur Petiot, images de Jean-Albert Carlotti ;
- La Bande à Bonnot, images de Roger Chancel ;
- Al Capone dit « Scarface » ; images de d'Andréas Rosenberg
- Jack l'Éventreur, images de Roger de Valerio ;
- Weidmann, images de Charles Popineau
- Les Amours de Lord Byron ;
- Les Amours Célèbres  ;
- Les Contes de madame, préfacés par Marcel Pagnol de l'Académie française ;
- L'Épopée amoureuse de Napoléon, préfacée par Jean-Jacques Gautier de l'Académie française.

## Filmographie
- en 1931, Prisonnier de mon cœur, réalisé par Jean Tarride ;
- en 1961, Les Amours célèbres, film à sketches inspiré de la bande dessinée, réalisé par Michel Boisrond, scénario de Marcel Achard, Michel Audiard, Françoise Giroud, Paul Gordeaux, Pascal Jardin, Jacques Prévert, France Roche avec Philippe Noiret, Jean-Paul Belmondo, Dany Robin, Pierre Palau, Liliane Brousse, Guy Tréjan, Michel Galabru, Alain Delon, Brigitte Bardot, Jean-Claude Brialy, Suzanne Flon, Pierre Brasseur, Annie Girardot, Jean Desailly, Edwige Feuillère, Pierre Dux, Daniel Ceccaldi ;
- en 1962, Le crime ne paie pas, adaptation de la bande dessinée au cinéma réalisée par Gérard Oury de l'Académie des beaux-arts sur un scénario de Jean-Charles Tacchella, Gérard Oury et Paul Gordeaux , avec Michèle Morgan, Edwige Feuillère, Danielle Darrieux, Louis de Funès, Pierre Brasseur, Annie Girardot, Philippe Noiret et la voix de François Perrier ; Adaptation et dialogues de Jean Aurenche, Boileau-Narcejac, Pierre Bost, Frédéric Dard, Henri Jeanson, Jacques Sigurd, René Wheeler.